# Pedicularis neolatituba
Pedicularis neolatituba är en snyltrotsväxtart som beskrevs av Tsoong. Pedicularis neolatituba ingår i släktet spiror, och familjen snyltrotsväxter. Inga underarter finns listade i Catalogue of Life.